# 杜金根

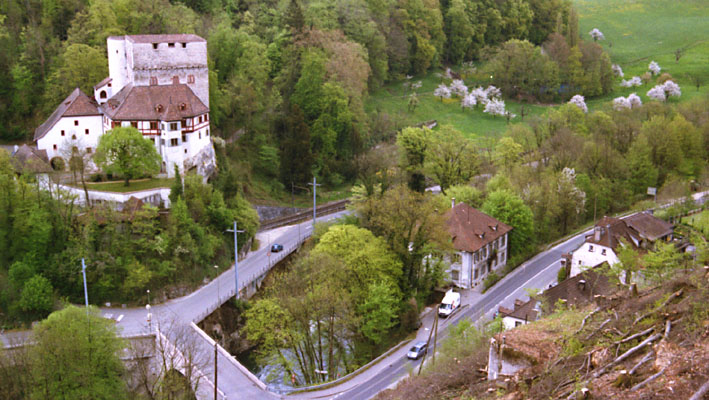
杜金根

杜金根是瑞士的城鎮，位於該國北部，由巴塞爾鄉村州負責管轄，面積5.87平方公里，海拔高度339米，2012年人口1,443，四成人口信奉羅馬天主教，人口密度每平方公里246人。

## 外部連結
- Official website （页面存档备份，存于） （德文）